# Dobitnici Porina 2010.
Porin je najuglednija diskografska nagrada u Republici Hrvatskoj. Ustanovljen je 1993. godine od Hrvatske diskografske udruge, Hrvatske glazbene unije, Hrvatskog društva skladatelja i Hrvatske radio televizije, a redovito se godišnje dodjeljuje od 1994. godine.

## Popis dobitnika
Dobitnici diskografske nagrade Porin u 2010. godini. Porin je dodijeljen u 50 kategorija, a nagradu za životno djelo dobili su Pavle Dešpalj, Mato Došen, Darko Glavan, Stipica Kalogjera, Vojno Kundić, Julije Njikoš i Vjekoslav Šutej.

## Vanjske poveznice
- www.arhiva.porin.info – Dobitnici Porina 2010.